# Индонезиеведение

Группа российских индонезистов с послом Индонезии в России Вахидом Суприяди (второй справа) и советником-посланником посольства Малайзии в Москве Джоханом Арифом Абдул Разаком (второй слева) на открытии выставки, посвящённой 70-летию российско-индонезийских отношений. МИД РФ, 4 февраля 2020 г.

Индонезиеведение (или индонезистика)— совокупность научных дисциплин, изучающих язык, историю, экономику, культуру, искусство, религию, философию, этнографию, памятники материальной и духовной культуры Индонезии . Учёных, занимающиеся индонезиеведением, называют индонезистами.

## Краткая история
Основоположником индонезиеведения в России/СССР является академик А. А. Губер, который в 1932 г. опубликовал первую научную монографию про Индонезию «Индонезия. Социально-экономические очерки».. Индонезийский язык, однако, под названием «малайский» стал изучаться только после 2 мировой войны в 1952 г. Первыми преподавателями и авторами первых учебников были индонезийский коммунист Семаун, который вынужден был покинуть страну и прожил около 30 лет в Москве, и Л. А. Мерварт, которая изучала индонезийский язык в Голландии.  Среди их учеников и последователей Б. Б. Парникель. Н. Ф. Алиева, В. И. Брагинский, Л. Н. Демидюк, Т. В. Дорофеева, Р. Н. Коригодский, Е. С. Кукушкина, А. К. Оглоблин, В. А. Погадаев, В. В. Сикорский, Н. А. Симония, Ю. Х. Сирк, В. А. Тюрин и др.

## Научные центры индонезиеведения в России
- Институт востоковедения РАН;
- Институт стран Азии и Африки при МГУ;
- Восточный факультет СПбГУ
- МГИМО МИД РФ
- Общество «Нусантара».